# Herre (Norvège)
Pour les articles homonymes, voir Herre.
Herre est une ville de la municipalité de Bamble, dans le comté de Telemark, en Norvège.

## Description
La ville est située sur le côté ouest du Frierfjord (en), à environ cinq kilomètres au sud-ouest de la ville de Porsgrunn. Elle borde les municipalités de Skien et Drangedal sur terre et Porsgrunn par mer, tandis que la municipalité borde également la municipalité de Kragerø sur terre et la municipalité de Larvik à Vestfold par mer.
L'industrie y est présente avec la pétrochimie : Norsk Hydro et le parc industriel de Rafnes qui traite le champ pétrolier d'Ekofisk, ainsi que le groupe Borealis.
Au début du XXe siècle, la Compagnie Française de Mines de Bamble (plus tard connue sous le nom de Norwegian Bamble A/S) a été créée à Herre pour exploiter les grands gisements d'apatite. Elle était à l'époque l'une des plus grandes sociétés industrielles de Norvège. En 1907, la première centrale électrique de Bamble a été ouverte au barrage de Kongens. La   Fabrique de cellulose de Bamble était également un lieu de travail important pour les habitants de Herre de 1888 à 1978.

## Galerie

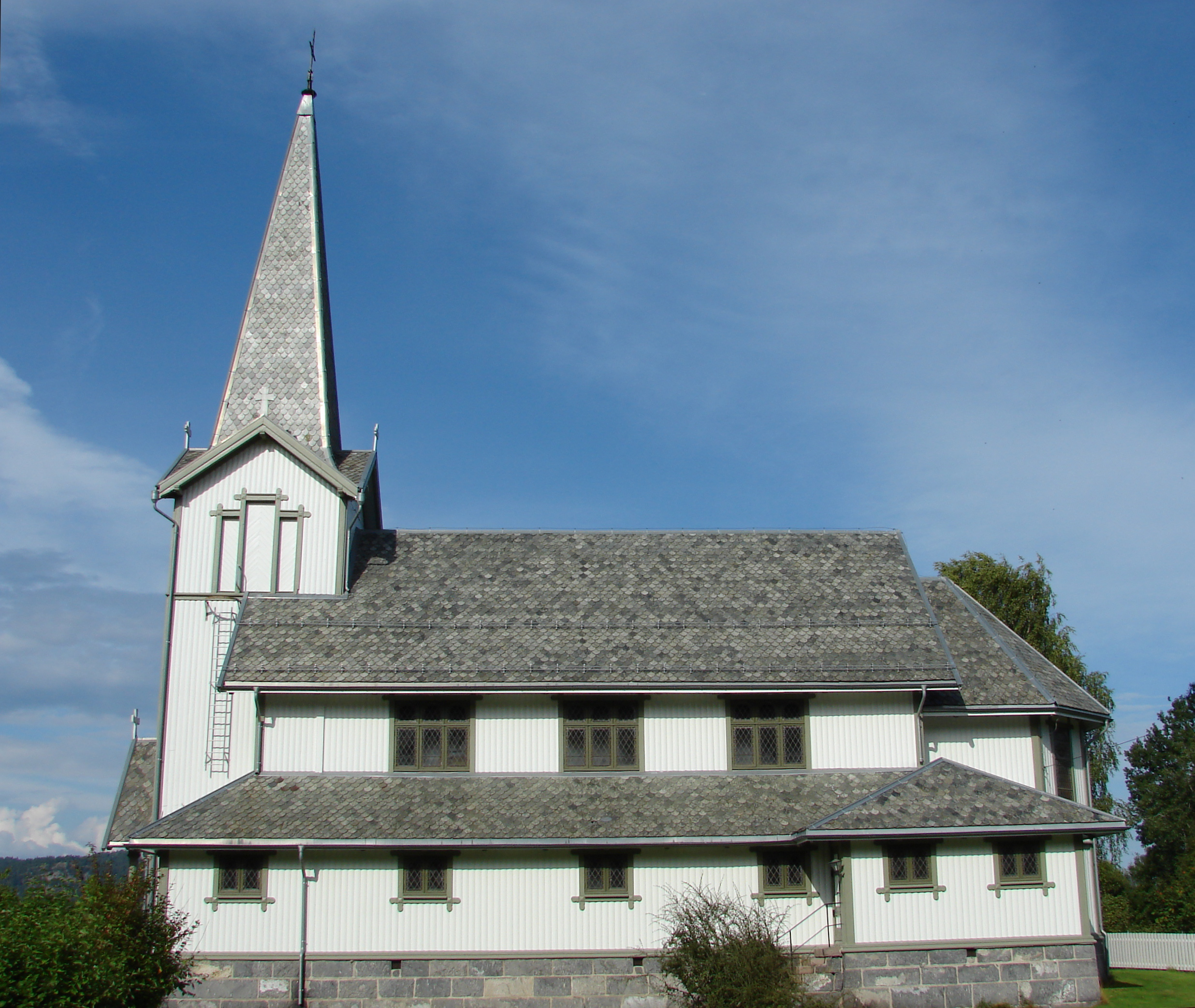
Église de Herre